# ميلو كالهون
ميلو كالهون (بالإنجليزية: Milo Calhoun) (1 فبراير 1950 بجامايكا - 15 مارس 1995 بنيويورك في الولايات المتحدة) هو ملاكم جامايكي، صنّف ضمن فئة الوزن الثقيل الخفيف ‏ والوزن المتوسط ووزن الكروزر (ملاكمة).

## إحصائيات
خاض خلال مسيرته 46 نزالا، تعادل في 7 .

## روابط خارجية
- ميلو كالهون على موقع بوكس ريك (الإنجليزية) (registration required)